# WEWN
WEWN (Worldwide Eternal Word Network) es una estación de radio de onda corta estadounidense operada por Eternal Word Television Network (EWTN) desde la ciudad de Irondale, Alabama, en las afueras de Birmingham con un transmisor de 100 y 250 kilovatios.
En la actualidad tiene acuerdos con Radio María Estados Unidos y Familia Mundial de Radio María para la emisión de programación de índole católico y religioso.